# Église Saint-Pierre de Lubilhac
L'église Saint-Pierre de Lubilhac est une église située en France au lieu-dit Lubilhac, sur la commune de Coux dans le département de l'Ardèche en région Auvergne-Rhône-Alpes.
L'édifice fait l'objet d'une inscription au titre des monuments historiques depuis le 15 mai 2012.

## Historique
On en trouve mention dans la cartulaire de l'abbaye Saint-Chaffre comme faisant partie de ses possessions. L'église a probablement été bâtie au XIe siècle et abandonnée 5 siècles plus tard. L'église a alors servi d'étables et/ou de grange. Elle commence à être restaurée en 1996, restauration aujourd'hui achevée.
L'église et la propriété environnante appartiennent à Marc Ladreit de Lacharrière, qui les a fait restaurer en 1996 - l'église était alors dans un état de délabrement avancé, qui a nécessité la reconstruction intégrale de certaines parties. Elle a fait l'objet d'une inscription au titre des monuments historiques  le 15 mai 2012. L'hebdomadaire lyonnais Les Potins d'Angèle révèle alors que le Premier Ministre d'alors, François Fillon, ami du propriétaire, était intervenu pour obtenir cette inscription, qui avait d'abord été refusée par les services concernés.
L'église est située sur le territoire de l'actuelle paroisse catholique Mère Teresa (Pays de Privas) .

## Architecture
L'église, de style roman, est en croix latine avec un chevet semi-circulaire. Elle a été très largement rénovée. Son revêtement extérieur en grès, qui avait disparu, a été reconstitué lors de sa rénovation ; la chapelle nord a été reconstruite sur le modèle de la chapelle sud, le portail d'entrée a été refait et des vitraux, œuvre de Gérard Garouste, ont été installés sur les 6 baies de l'édifice. La chapelle seigneuriale est de style gothique avec une voûte sur croisée d'ogives. A la croisée des voûtes de la nef de l'église figurent les armes de la  famille Ladreit de Lacharrière : D'azur, au pal d'argent chargé d'un faisceau de licteur au naturel et cantonné de quatre molettes d'éperon d'argent